# Albert Leonidowitsch Filosow
Albert Leonidowitsch Filosow (russisch Альберт Леонидович Филозов, englisch Albert Filozov; * 25. Juni 1937 in Swerdlowsk, Russische SFSR, Sowjetunion; † 11. April 2016 in Moskau) war ein sowjetischer und russischer Schauspieler.

## Leben und Werk
Filosow begann seine berufliche Laufbahn als Lagerarbeiter. 1955 wurde er an der Moskauer Kunsttheaterschule im Kurs von Wiktor Stanizyn aufgenommen. Nach seinem Abschluss 1959 arbeitete er am Moskauer Stanislawski-Schauspielhaus. Es folgten Engagements am Jermolowa-Schauspielhaus in Moskau, bis Filosow 1961 zur Armee eingezogen wurde, wo er als Sappeur diente. 1963 kehrte der blonde Mime an das Stanislawski-Schauspielhaus zurück. Er trat am Theater unter anderem in Wassa Schelesnowa und 1979 in der Hauptrolle der Erstaufführung von Erwachsene Tochter eines jungen Mannes auf.
Im Kino war Filosow auf seltsame Rollen abonniert. Die Filmkritikerin Nina Zyrkun schrieb 1986: „Der flüchtige Charakter der verwaschenen Züge, der distanzierte Blick weißlicher, fast durchsichtiger Augen - das "Zeichen" von Albert Filosow machte ihn perfekt für die Rolle eines Außenseiters.“ Seine international bekannteste Rolle ist die des faschistischen Drahtziehers Scherner in der Großproduktion Teheran 43 (1981). Darin spielt er auf zwei Zeitebenen – 1943 und 1979 – den Leiter eines Attentats auf Churchill, Stalin und Roosevelt, der Ende der 1970er Jahre eine Jagd auf alle damals Beteiligten macht. Weitere bekannte Filme, die auch in Deutschland gezeigt wurden, sind die Hauptrolle in der Edgar-Wallace-Verfilmung Der große Tierbändiger (1975), Verloren und wiedergefunden (1975), Abweichung Null (1976), in der Mary-Poppins-Adaption Ein Babysitter fällt vom Himmel (1984), die Titelrolle des Artus in Neue Abenteuer eines Yankee an König Artus’ Hof (1988) sowie die Rolle des Fürsten in dem Märchenfilm Die Eisfee. Mit Lenin in Paris (1981) und der TV-Reihe Nicolo Paganini (1982) bediente er auch das Genre des Historienfilmes. Filosow war an über 100 Produktionen beteiligt, neben Spielfilmen trat auch er auch in mehreren Dokumentationen auf.
Des Weiteren gab Filosow von 1991 bis 1995 am Gerassimow-Institut für Kinematographie Schauspielunterricht und übte zeitweise auch eine Lehrtätigkeit an der Russischen Akademie für Theaterkunst aus.
Er starb 78-jährig und wurde auf dem Wagankowoer Friedhof beigesetzt.

## Auszeichnungen
Filosow war Träger der Titel Verdienter Künstler der RSFSR (29. März 1983) und Volkskünstler Russlands (29. August 1994), des Ordens der Freundschaft (18. November 2004) und des Russischen Schauspielpreises „Figaro“ (2014).

## Privatleben
Filosow war dreimal verheiratet. Seine erste Frau Lidija, mit der er 1961 während seines Militärdienstes die Ehe einging, war Anästhesistin. 1968 heiratete er seine zweite Frau Alla, die beim Staatlichen Institut für Theaterkunst arbeitete. Im selben Jahr wurde ihr Sohn Andrei geboren. 1986 ehelichte Filosow in Kiew die stellvertretende Filmstudioleiterin Natalja Stozkaja, mit der er die Töchter Anastassija (* 1994) und Anna (* 1998) hatte.